# هوارد فاهي
هوارد فاهي (بالإنجليزية: Howard Fahey)‏ هو لاعب كرة قاعدة أمريكي، ولد في 24 يونيو 1892 في ميدفورد في الولايات المتحدة، وتوفي في 24 أكتوبر 1971 في كليرواتر في الولايات المتحدة.

## وصلات خارجية
- هوارد فاهي على موقعبيزبول رفرنس.كوم (الدوري الرئيسي) (الإنجليزية)
- هوارد فاهي على موقعبيزبول رفرنس.كوم (الدوري الثانوي) (الإنجليزية)